# Белоусов, Леонид Георгиевич
Леони́д Гео́ргиевич Белоу́сов (3 (16) марта 1909 — 7 мая 1998) — советский лётчик-ас истребительной авиации Военно-морского флота в Великой Отечественной войне, Герой Советского Союза (10.04.1957). Майор (23.12.1941). В 1944—1945 годах летал и воевал без обеих ног.

## Биография
Родился в Одессе в семье рабочего-кузнеца. В семь лет остался без отца, погибшего на фронте первой мировой войны. После Гражданской войны, в 1923 году, стал воспитанником 151-го стрелкового полка 51-й Перекопской стрелковой дивизии, где «прослужил» два года.
В 1925 году вернулся в Одессу, где с 1926 года работал в паровозоремонтном цехе завода имени Январского восстания слесарем и сварщиком, тогда же окончил школу ФЗУ. В 1920 году вступил в ВКП(б).
В октябре 1930 года был призван в Красную Армию. В 1933 году окончил Одесскую пехотную школу. По окончании учёбы был направлен не в пехотную часть, а в составе небольшой группы пехотных командиров — в 2-ю Краснознамённую школу военных лётчиков имени ОСОАВИАХИМа в Борисоглебске.
В ноябре 1935 года как успешно закончившему программу обучения Белоусову предоставили право выбора места службы. Он выбрал 31-ю авиационную бригаду ВВС Краснознамённого Балтийского флота (дислоцировалась под Ленинградом), и сразу после приезда в часть был назначен командиром звена.
В феврале 1938 года пилотировавшийся Белоусовым самолёт И-16 потерпел аварию при посадке в сложных метеоусловиях, при столкновении с землёй возник пожар. В результате аварии у Белоусова обгорели лицо и ноги. В ходе лечения лётчик перенёс 35 пластических операций на лице без наркоза (кожу на лицо пересаживали со спины). После госпиталя вернулся в полк, в апреле 1938 года повышен до помощника командира эскадрильи 13-го истребительного авиационного полка ВВС КБФ, и в составе этого полка участвовал в советско-финской войне 1939—1940 годов. Совершил около 30 боевых вылетов. Поскольку лицо к тому времени зажило не полностью, перед вылетами в морозы забинтовывал себе всё лицо повязкой с гусиным жиром, оставляя лишь щёлки для глаз и для дыхания. С мая 1940 года служил в 5-м истребительном авиаполку ВВС флота.
С ноября 1940 года был назначен командиром 4-й эскадрильи 13-го истребительного полка, базировавшейся на очень неблагоустроенном аэродроме полуострова Ханко. Там встретил начало войны и провоевал по сентябрь 1941 года, участвуя в обороне Ханко.
С сентября эскадрилья обороняла Ленинград, летая с аэродрома «Бычье поле». 7 ноября 1941 года его эскадрилья 13-го ИАП перебазировалась в посёлок Выстав на Ладожском озере, получив боевую задачу по прикрытию с воздуха «Дороги жизни». Там же в декабре 1941 года Л. Белоусов назначен с повышением на должность заместителя командира полка. А вскоре, 18 января 1942 года, приказом Наркома ВМФ № 10 «за проявленную отвагу в воздушных боях с немецко-фашистскими захватчиками, за стойкость, мужество, дисциплину и организованность, за героизм личного состава» 13 иап получил гвардейское звание и был переименован в 4-й гвардейский истребительный авиационный полк ВВС КБФ.
А в феврале 1942 года произошла трагедия:
…В один из трудных боевых дней я почувствовал, что ноги перестают меня слушаться, словно к ним привязаны железные гири. Обгоревшие во время несчастного случая на границе, они теперь снова стали донимать меня всё усиливающимися резкими болями.
В результате развившейся болезни началась газовая гангрена правой ноги. Был направлен на лечение в тыл.
В госпитале в Алма-Ате ему пришлось ампутировать сначала правую, а затем и левую ногу, причём правую выше колена. В сентябре 1943 года уволен в запас по инвалидности. Однако, имея стремление вернуться в строй, после выписки из госпиталя Белоусов вернулся в Ленинград и приехал в свой полк. Там с помощью боевых товарищей он  сумел восстановить навыки лётчика сначала на самолёте По-2, затем на УТИ-4. С этим «багажом» за плечами в апреле 1944 года добился возвращения в кадры ВМФ и направлен в учебно-тренировочный авиаполк ВВС Балтийского флота, где восстановил летные навыки на современных истребителях Як-7 и Ла-5. В декабре 1944 года назначен старшим лётчиком 4-го гвардейского истребительного авиаполка.
В его составе совершил ещё 10 боевых вылетов на прикрытие кораблей и разведку. К февралю 1945 года старший лётчик  4-го гвардейского истребительного авиационного полка (1-я гвардейская истребительная авиационная дивизия, ВВС Балтийского флота) гвардии майор Леонид Белоусов произвёл 300 боевых вылетов, лично сбил 3 самолёта противника.
В феврале 1945 года состояние здоровья вновь ухудшилось и он был уволен в отставку по инвалидности.
Указом Президиума Верховного Совета СССР от 10 апреля 1957 года за мужество и воинскую доблесть, проявленные в годы Великой Отечественной войны, майору в отставке Леониду Георгиевичу Белоусову присвоено звание Героя Советского Союза, с вручением ордена Ленина и медали «Золотая Звезда».
В июле 1945 года был назначен начальником Ленинградского аэроклуба, работал на речном транспорте. Несмотря на болезни и ранения, возглавлял 1-й таксомоторный парк. С конца 1950-х годов более 30 лет являлся внештатным сотрудником-лектором Всесоюзного общества «Знание».
Умер 7 мая 1998 года. Похоронен в Санкт-Петербурге на Аллее Героев Серафимовского кладбища.

## Награды
- Медаль «Золотая Звезда» Героя Советского Союза (10.04.1957)
- Орден Ленина (10.04.1957)
- 2 ордена Красного Знамени (7.02.1940, 16.09.1941[10])
- 2 ордена Отечественной войны 1-й степени (26.05.1945[11], 11.03.1985[12])
- Медаль «За боевые заслуги» (3.11.1944[13])
- Медаль «За оборону Ленинграда» (1943[14])
- Ряд других медалей СССР и РФ

## Сочинения
- Белоусов Л. Г. Веление долга. — М.: Молодая гвардия, 1958.

## Память
- В Одессе, на здании бывшего завода имени Январского восстания, установлена мемориальная доска.
- Его имя носят средние школы в городах Санкт-Петербурге (ГБОУ СОШ № 188, установлена мемориальная плита) и Минске.
- Имя высечено на памятнике лётчикам 4 ГИАП в посёлке Выстав (Ленинградская область), на мемориальное доске на Аллее Славы в Кронштадте.